# Список верховных комиссаров Великобритании в Индии
В статье представлен список послов (верховных комиссаров) Великобритании в Индии с момента получения Индией независимости от британского владычества в 1947 году.
- 1946—1948: Теренс Шон (en:Terence Shone)
- 1948—1952: Най, Арчибальд
- 1952—1955: Александр Клатербак (en:Alexander Clutterbuck)
- 1955—1960: Макдональд, Малькольм
- 1960—1965: Гор-Бут, Пол
- 1965—1968: Фримен, Джон
- 1968—1971: Джеймс, Морис
- 1971—1973: Гарви, Теренс
- 1974—1976: Уокер, Майкл
- 1977—1982: Джон Томпсон (John Thomson)
- 1982—1987: Роберт Уэйдрэй (en:Robert Wade-Gery)
- 1987—1991: Дэвид Гуддэл (David Goodall)
- 1991—1996: Николас Фен (en:Nicholas Fenn)
- 1996—1998: Дэвид Гор-Бут
- 1999—2003: Роб Юнг (Rob Young)
- 2003—2007: Артур, Майкл
- 2007—2011: Ричард Штэг (en:Richard Stagg)
- 2011—2015: Джеймс Беван (en:James David Bevan)
- 2016—2020: сэр Доминик Асквит
- 2020 — н. в.: сэр Филип Бартон[англ.]